# Álvaro Leonel Ramazzini Imeri
Álvaro Leonel Ramazzini Imeri (nascido em 16 de julho de 1947) é um cardeal da Igreja Católica guatemalteco, bispo da diocese de Huehuetenango.

## Biografia
Ramazzini nasceu na Cidade da Guatemala e foi ordenado padre em 27 de junho de 1971, para servir à Arquidiocese de Santiago de Guatemala. Ele ganhou um doutorado em Direito Canônico (JCD) na Pontifícia Universidade Gregoriana no Vaticano em Roma. Foi professor e reitor do Seminário Maior da Guatemala e pastor de uma das maiores paróquias da arquidiocese da Guatemala.
Em 15 de dezembro de 1988, o Papa João Paulo II o nomeou como bispo de San Marcos, sendo consagrado pelo Papa em 6 de janeiro de 1989, coadjuvado por Edward Idris Cassidy, Suplente da Secretaria de Estado e por José Tomás Sánchez, secretário da Congregação para a Evangelização dos Povos.
Como padre e bispo, Ramazzini esteve envolvido em questões de justiça social, especialmente na área de proteção dos direitos dos povos indígenas. Ele lutou contra corporações multinacionais que vêm à Guatemala por sua riqueza mineral enquanto destroem o campo. O bispo Ramazzini empoderou os pobres e marginalizados e fomentou a coragem civil para lutar contra a injustiça que experimentam. Ele recebeu muitas ameaças de morte por causa de seu trabalho e recebeu cartas oficiais de apoio da Santa Sé e da Conferência dos Bispos Católicos dos Estados Unidos.
Em 2005, Ramazzini recebeu o Prêmio Konrad Lorenz. No mesmo ano, ele testemunhou perante o Subcomitê de Relações Internacionais do Hemisfério Ocidental da Câmara dos Deputados dos Estados Unidos. Ele foi eleito presidente da Conferência Episcopal da Guatemala em 2006. Em 2011, recebeu o Prêmio Pacem in Terris, em homenagem ao seu trabalho de justiça social.
Ramazzini ocupou muitos cargos na Conferência Episcopal da Guatemala e, desde 2013, presidiu a Comissão de Comunicações Sociais e a Comissão de Ministério Prisional.
Ramazzini participou da Quinta Conferência Geral do Episcopado Latino-Americano e do Caribe em Aparecida, em 2007, e antes disso, na Assembleia Especial para a América do Sínodo dos Bispos em 1997.
Em 14 de maio de 2012, o Papa Bento XVI o transferiu para a diocese de Huehuetenango, após a aceitação da renúncia oferecida pelo bispo Rodolfo Francisco Bobadilla Mata, CM , após atingir o limite de idade de 75 anos.
Em 1 de setembro de 2019, o Papa Francisco anunciou que o criaria cardeal no Consistório de 5 de outubro, em que recebeu o barrete vermelho, o anel cardinalício e o título de cardeal-presbítero de São João Evangelista em Spinaceto. Em 21 de fevereiro de 2020, o Papa o nomeou membro do Dicastério para os Leigos, a Família e a Vida e, em 20 de abril do mesmo ano, o Papa o nomeou membro da Pontifícia Comissão para a América Latina.